# 用大大的愛寵愛我
「用大大的愛寵愛我」（大きな愛でもてなして）是日本的女子偶像組合℃-ute的第3张獨立製作单曲。2006年7月9日由zetima发售。

## 概要
- 「用大大的愛寵愛我」是℃-ute第3张獨立製作單曲。
- 此單曲有1個版本「CD ONLY」。

## 收錄内容

### CD
1. 用大大的愛寵愛我
（作詞・作曲：淳君　編曲：高橋諭一）
2. 用大大的愛寵愛我(Instrumental)